# Styrax uxpanapensis
Styrax uxpanapensis är en storaxväxtart som beskrevs av P.W.Fritsch. Styrax uxpanapensis ingår i släktet Styrax och familjen storaxväxter. Inga underarter finns listade i Catalogue of Life.